# Bembicins

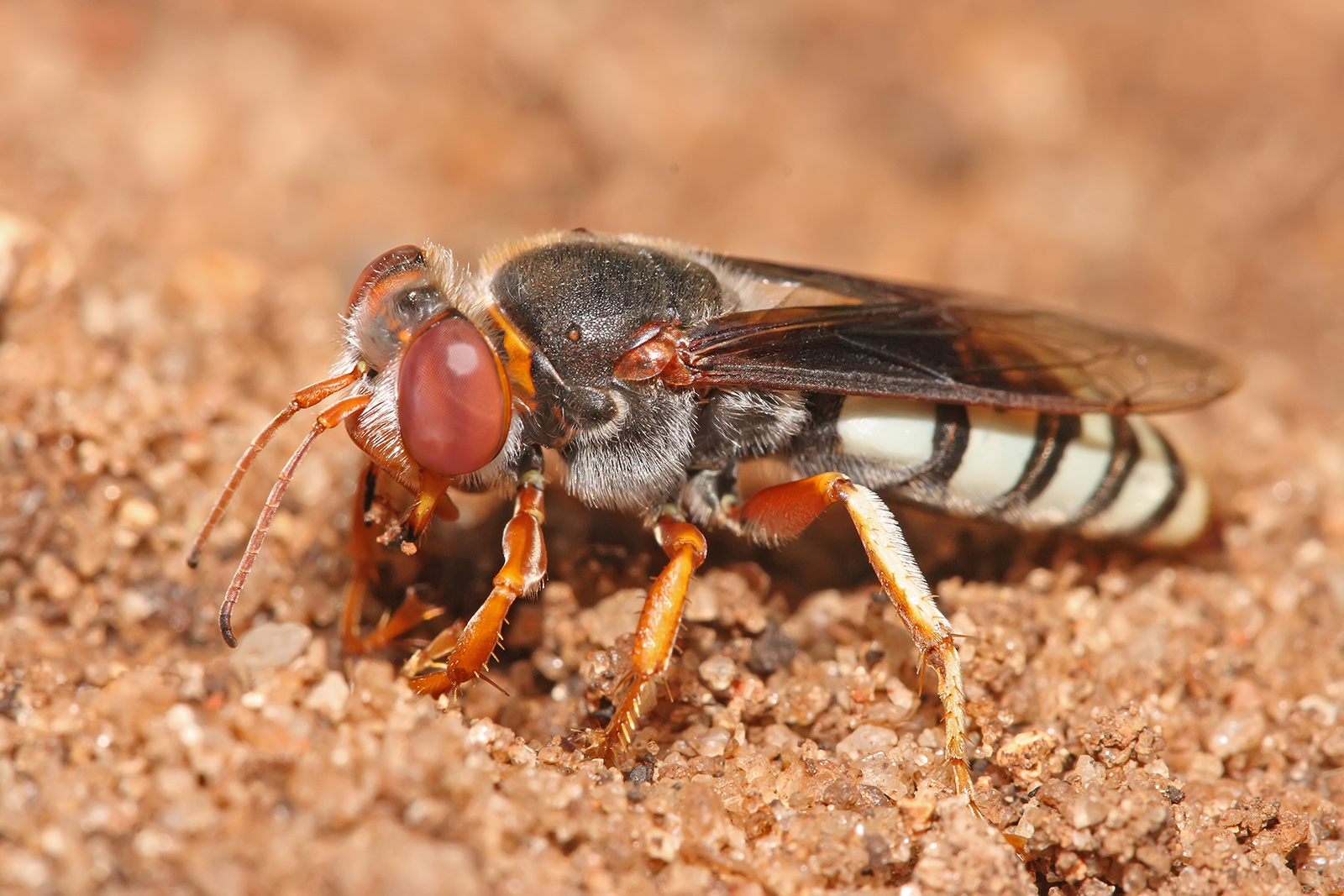
Vespa de la sorra a Dar es Salaam, Tanzània

Els bembicins (Bembicinae) són és una gran subfamília d'himenòpters de la família dels crabrònids, que inclou uns 80 gèneres i unes 1.800 espècies. Els bembicins formaven part originàriament d'una gran família, Sphecidae, i finalment s'han classificat com Crabronidae. Els diferents subgrups de Bembicinae estan ben diferenciats per la seva morfologia i comportament.

## Taxonomia
Els bembicins inclouen les següents tribusː
- Alyssontini
- Bembicini[3]
- Gorytini
- Heliocausini
- Nyssonini
- Stizini